# Karlo Lukež
Karlo Lukež (1869. – 1930.) je bio hrvatski književnik. Pisao je pjesme.